# Höganäs landsfiskalsdistrikt
Höganäs landsfiskalsdistrikt var 1918–1964 ett landsfiskalsdistrikt i Malmöhus län, bildat när Sveriges indelning i landsfiskalsdistrikt trädde i kraft den 1 januari 1918, enligt beslut den 7 september 1917. Den 1 januari 1965 avskaffades i Sverige samtliga landsfiskaler och landsfiskalsdistrikt, och deras arbetsuppgifter delades upp på de nyskapade indelningarna polisdistrikt, åklagardistrikt och kronofogdedistrikt.
Landsfiskalsdistriktet låg under länsstyrelsen i Malmöhus län.

## Ingående områden
Den 1 januari 1936 ombildades Höganäs landskommun till Höganäs stad. När Sveriges nya indelning i landsfiskalsdistrikt trädde i kraft den 1 januari 1952 (enligt kungörelsen 1 juni 1951) ändrades distriktets indelning dels genom kommunreformen 1952, dels genom införlivande av områden från närliggande distrikt.

### Från 1918
Luggude härad:
- Brunnby landskommun
- Höganäs landskommun
- Väsby landskommun

### Från 1936
- Höganäs stad

Luggude härad:
- Brunnby landskommun
- Väsby landskommun

### Från 1 januari 1952
- Brunnby landskommun
- Höganäs stad
- Jonstorps landskommun
- Väsby landskommun